# Haran
Haran je drevni grad smješten na području današnje Turske. Od davnina je poznat u Mezopotamskoj kulturi. Ondje je predstavljao veliko komercijalno, kulturno i religijsko središte. Tome je pridonio njegov položaj, jer je smješten na križanju cesta između gradova Damaska, Ninive i Karhema. Drži se da grad posoji još od 110. pr. Kr., pod imenom Harranu. U nekoliko navrata grad su palili i uništavali nomadi.

## U Bibliji
Grad Haran spominje se u Bibliji u Knjizi Postanka. Grad je vezan uz Abrahama i njegovo potomstvo. U Knjizi Postanka, nakon općeg potopa dolazi do obnove zemlje. Tako se opisuje rodoslovlje od Adama i Eve do Abrahama. Bog iz Ura Kaldejskog seli Teraha sa sinom Abrahamom, unukom Lotom, sinom Haranovim, snahom Sarom te im naredi da se nasele u grad Haran. Nakon što su neko vrijeme poživjeli ondje, Bog šalje Abrahama u zemlju Kanaan. Kad dođe vrijeme Izakove ženidbe, Abraham šalje slugu svoga da se vrati u Haran i ondje nađe ženu za Izaka. Izak se oženio Rebekom.

## Haran u poslijebiblijskoj tradiciji
Uz Haran se veže priča o Adamu i Evi, koji su se, prema predaji, nakon što ih je Bog prognao iz Raja, nastanili u Haranu. Također se spominje u Starom zavjetu, u dijelu u kojem se opisuje put iz Ura Kaldejskog prema zemlji Kanaan.

## Kršćani
Haran u 1. st. poslije Krista postaje središte kršćanstva. Ondje su se gradile crkve otvorenog tipa. U isto vrijeme u Haranu se počela stvarati sekta Sabini. Nakon nekog vremena ljudi su se vratili staroj poganskoj vjeri i pridružili se sekti. Stvara se sabinska kultura, a kršćanstvo nestaje s tog područja.

## Haran danas
Haran je poznat po tradicionalnoj izradi kuća u obliku košnice od nepečene opeke. Zanimljivo je da su kuće, s obzirom na materijal od kojega su napravljene, bile otporne zubu vremena čak 3 000 godina. Danas se ondje može vidjeti samo ruševine s gradskim zidinama, kućama i spomenicima.
To područje danas nastavaju Arapi. Oni su naselili prostor udaljen oko 2 km od starog lokaliteta. Vruća klima otežava život tamošnjem stanovništvu. Vjeruje se kako su Arapi na ovaj prostor došli za vrijeme Osmanskog carstva. Jedna prosječna obitelj ima 10-15 djece. Žene su u selima tetovirane i nose beduinsku odjeću.